# اداره هلال احمر
ادارهٔ هلال احمر؛ نام اداره‌ای تاریخی مربوط به دورهٔ پهلوی دوم است و در شهرستان مشهد، شهر مشهد، بلوار امام خمینی (ارگ)، روبروی کمیتهٔ امداد امام خمینی واقع شده و این اثر در تاریخ ۲۵ مرداد ۱۳۸۴ با شمارهٔ ثبت ۱۳۳۷۴ به‌عنوان یکی از آثار ملی ایران به ثبت رسیده‌است.